# Ребека Вест
ДБЕ Сисили Изабел Ферфилд (енгл. Cicily Isabel Fairfield; Лондон, 21. децембар 1892 — Лондон, 15. март 1983), познатија под псеудонимом Ребека Вест (енгл. Rebecca West), била је британска списатељица, новинарка, књижевна критичарка и путописац. Писала је дела различитих жанрова и рецензирала књиге за Тајмс, Њујорк хералд трибјун, Сандеј телеграф и Њу репаблик, а била је и дописник за Букман.
Њена најзначајнија дела су: Црно јагње и сиви соко (Black Lamb and Grey Falcon, 1941), где је обухватила југословенску историју и културу; Воз барута (A Train of Powder, 1955), где је изнела своју репортажу о Нирнбершким суђењима која је првобитно објављена у Њујоркеру; Значење издаје (The Meaning of Treason, првобитно објављено 1945. као чланак у часопису, а затим проширено и издато као књига 1947); Ново значење издаје (The New Meaning of Treason, 1964), студија о суђењу британском фашисти Вилијаму Џојсу и другима; Повратак војника (The Return of the Soldier, 1918), модернистички роман из Првог светског рата; Фонтана се пресипа (The Fountain Overflows, 1956); Ова истинска ноћ (This Real Night, 1984, постхумно) и Рођака Розамунд (Cousin Rosamund, 1985, постхумно). Потоња три дела чине „Трилогију Обри”, трилогију њених аутобиографских романа.
Тајм ју је 1947. назвао „неоспорно светском списатељицом број један“. Године 1949. стекла је титулу заповедника Ордена Британске империје (ЦБЕ), док је 1959. стекла звање даме заповедника тог ордена (ДБЕ). Одликована је за свој рад на подручју списатељства и књижевне критике. Узела је псеудоним „Ребека Вест” од бунтовне младе хероине из дела Росмерсхолм аутора Хенрика Ибсена. Била је добитница Бенсонове медаље.

## Биографија
Сисили Изабел Ферфилд је рођена 21. децембра 1892. у енглеском граду Лондону. Одрасла је у дому пуном интелектуалне стимулације и политичке дебате. Њена мајка, Шкотланђанка Изабела, била је пијанисткиња, али није наставила музичку каријеру пошто се удала за Чарлса Ферфилда. Њен отац, Англоирац Чарлс, преносио је рањенике Армије Конфедеративних Америчких Држава током опсаде Ричмонда у Америчком грађанском рату. Вратио се у Уједињено Краљевство и почео се бавити новинарством. Стекао је велики углед, али је био финансијски некомпетентан. Напустио је породицу кад је Сисили имала осам година. Никад јој се није вратио, а умро је сам и у сиромаштву у ливерпулском пансиону 1906. године, кад је Сисили имала четрнаест година. Остатак породице се преселио у Единбург, главни град Шкотске, где је Сисили похађала Женски колеџ Џорџа Вотсона. Морала је напустити школу 1907. због туберкулозе. После опоравка од болести одлучила је да се не врати колеџу, а касније је своје школовање у Џорџу Вотсону назвала „тамницом”.
Вестова је имала две старије сестре. Летиша, позната под надимком „Лети” (Lettie), била је најбоље образована од све три. Радила је као адвокатица у Судским крчмама и била је једна од првих потпуно квалификованих жена доктора у Британији. Средња сестра Винифред, позната под надимком „Вини”, удала се за Нормана Маклауда, главног помоћника секретара у Адмиралитету, а затим генералног директора Гриничке болнице. Двоје Винијине деце, Алисон и Норман, с годинама су се замашно уплели у Ребекин живот; Алисон Маклауд је остварила властиту књижевну каријеру. Вестова се у Лондону школовала за глумицу. Узела је име „Ребека Вест” од бунтовне младе хероине из дела Росмерсхолм Хенрика Ибсена. Сисили и Лети су учествовале у уличним протестима прикључивши се покрету за право гласа жена пре почетка Првог светског рата. У међувремену је Вестова радила као новинарка за феминистичке недељнике Фривуман и Кларион прикупљајући подршку за сифражеткиње.
Пре и током Другог светског рата Ребека Вест је много путовала прикупљајући материјал за путописе и политичке есеје. У априлу 1936. држала је предавање у Београду у оквиру турнеје по Југославији и Балкану. Била је присутна током Нирнбершких суђења. У њеном каснијем раду одражавају се та искуства.
Најзначајније дело Ребеке Вест јесте њен обимни путопис о Југославији Црно јагње и сиви соко 1941. Убрзо након издавања књига је добила позитивне рецензије критичара. О њој се писало као о „једној од великих књига духовне побуне против 20. века” (Њујоркер), као о „монументалној хроници” (Њујорк тајмс) и као „љубавној афери с Југославијом која подсећа на Хемингвејев занос Шпанијом” (Њујорк хералд трибјун). Књига је изазвала велико интересовање у англосаксонском свету, због чега је доживела бројна издања.
Због својих књижевних достигнућа Ребека Вест је добила титулу даме 1959. године.

## Лични живот
Упознала је Велса 1913. године, а њихова љубавна веза је трајала десет година. Имали су сина Ентонија Веста, али је Велс већ био ожењен (по други пут). Наводно је Ребека била у вези с Чарлијем Чаплином и власником новинске куће Вилијамом Максвелом Ејткеном.
Ребека Вест се 1930. удала за банкара Хенрија Максвела Ендруза. Били су заједно све до његове смрти, 1968. године.

## Дела

### Фикција
- Повратак војника (The Return of the Soldier, 1918)
- Судија (The Judge, 1922)
- Харијет Хјум (Harriet Hume , 1929)
- Оштар глас (The Harsh Voice: Four Short Novels, 1935)
- Трска која мисли (The Thinking Reed, 1936)
- Фонтана се пресипа (The Fountain Overflows, 1957)
- Птице падају (The Birds Fall Down, 1966)
- Ова истинска ноћ (This Real Night, 1984)
- Рођака Розамунд (Cousin Rosamund, 1985)

### Нефикција
- Хенри Џејмс (Henry James, 1916)
- Та чудновата потреба (The Strange Necessity: Essays and Reviews, 1928)
- Св. Августин (St. Augustine, 1933)
- Црно јагње и сиви соко (Black Lamb and Grey Falcon, 1941)
- Значење издаје (The Meaning of Treason, 1949)
- Ново значење издаје (The New Meaning of Treason, 1964)
- Воз барута (A Train of Powder, 1955)
- Двор и замак (The Court and the Castle: some treatments of a recurring theme, 1958)